# Трапчин дол
Трапчин дол (на македонска литературна норма: Трапчин Дол; на албански: Trapçindolli) е село в Община Кичево на Северна Македония.

## География
Разположено е в областта Горно Кичево на седем километра северно от град Кичево на десния бряг на Заяската река.

## История
Според някои източници, старото име на селото е Трайчев дол. До 80-те години на XVIII век, населението на Трайчев дол е бърсяшко, но под натиска на албанците от Заяс е принудено да се изсели. Според „Кичево в миналото си и сега“ Требичево е заселено от арнаути дошли от Полога в XVIII век.
В XIX век Трапчин дол е албанско селце в Кичевска каза на Османската империя. Според статистиката на Васил Кънчов („Македония. Етнография и статистика“) към 1900 година в Тръбичово живеят 105 арнаути мохамедани.
На Етнографската карта на Битолския вилает на Картографския институт в София от 1901 година Трабичево е чисто албанско село в Кичевската каза на Битолския санджак с 5 къщи.
След Междусъюзническата война в 1913 година селото попада в Сърбия.
На етническата си карта на Северозападна Македония в 1929 година Афанасий Селишчев отбелязва Трапчин дол като албанско село.
Според преброяването от 2002 година Трапчин дол има 914 жители.
| Националност | Всичко |
| македонци    | 2      |
| албанци      | 896    |
| турци        | 0      |
| роми         | 0      |
| власи        | 0      |
| сърби        | 0      |
| бошняци      | 0      |
| други        | 16     |